# St Michel-Preference Home-Auber 93

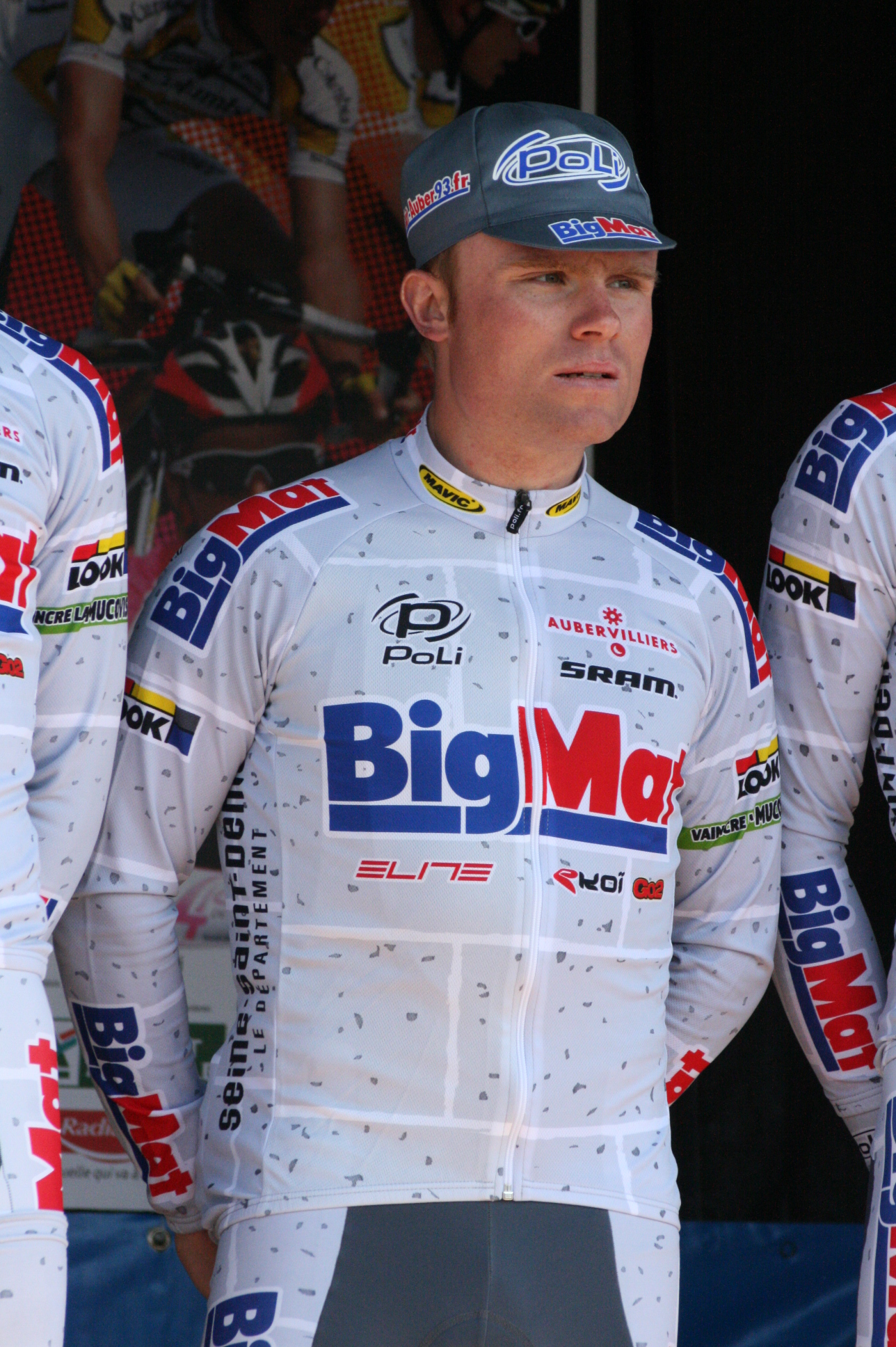
Fabien Bacquet im Trikot der Mannschaft (2010)

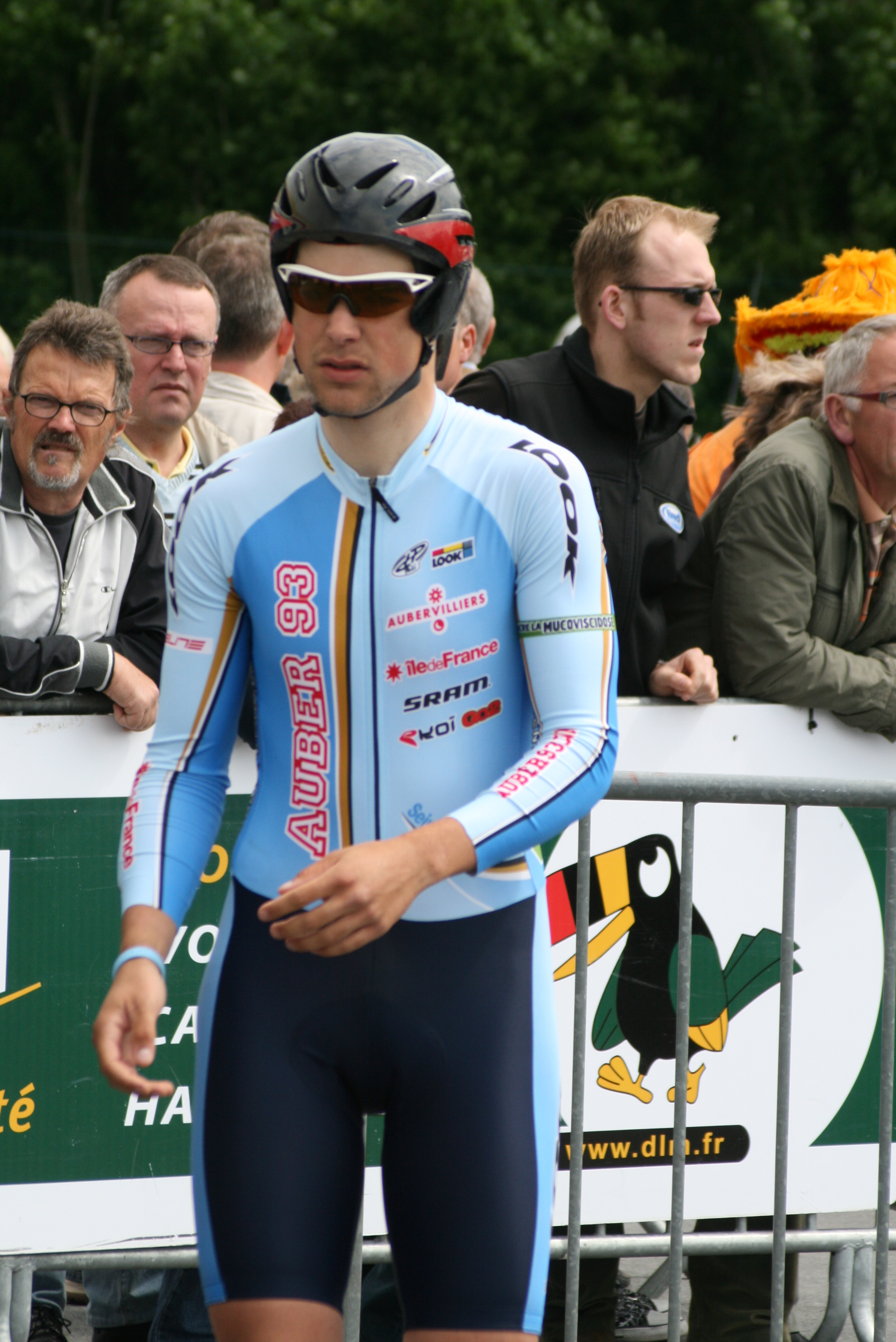
Tony Gallopin im Trikot der Mannschaft (2009)

Das Team St Michel-Preference Home-Auber 93 ist ein französisches Radsportteam mit Sitz in Aubervilliers.

## Organisation und Geschichte
Die 1994 gegründete Mannschaft geht aus dem Radsportverein der Stadt Aubervilliers hervor. Unter dem Namen Big Mat-Auber 93 waren sie bei der Tour de France 1997 dabei. Seit 2005 nimmt das Team als UCI Continental Team vorrangig an den französischen Rennen der UCI Europe Tour sowie Rennen des nationalen Kalenders teil. Seit Einführung der UCI ProSeries wird das Team regelmäßig zu den französischen Rennen der Serie eingeladen und konnte 2022 durch Jason Tesson auch zwei Siege erzielen.
Das Team trat im November 2012 dem Mouvement Pour un Cyclisme Crédible (dt. Bewegung für einen glaubwürdigen Radsport) bei.
Sponsoren des Teams sind seit 2018 der Hersteller von Süßgebäck St Michel sowie seit 2025 die Baufirma von Luxusappartements Preference Home. Das Team fährt auf Fahrrädern von Cannondale, Fahrradkomponenten und -bekleidung kommen von Mavic, das 2023 und 2024 auch als Titelsponsor aktiv war.

## Saison 2025
Team
| Teamkader 2025          | Teamkader 2025    | Teamkader 2025 | Teamkader 2025                            |
| Name                    | Geburtsdatum      | Land           | Vorheriges Team                           |
| ----------------------- | ----------------- | -------------- | ----------------------------------------- |
| Lucas Beneteau          | 15. März 2002     | Frankreich     | SCO Dijon (2023)                          |
| Nicolas Breuillard      | 13. März 2000     | Frankreich     | AVC Aix-en-Provence (2023)                |
| Romain Cardis           | 12. August 1992   | Frankreich     | Total Direct Énergie (2020)               |
| Thomas Champion         | 8. September 1999 | Frankreich     | Cofidis (2024)                            |
| Dillon Corkery          | 12. Februar 1999  | Irland         | Club Cycliste d'Étupes (2023)             |
| Théo Delacroix          | 21. Februar 1999  | Frankreich     | Intermarché-Wanty-Gobert Matériaux (2022) |
| Jérémy Lecroq           | 7. April 1995     | Frankreich     | Matériel-vélo.com (2023)                  |
| Alan Riou               | 2. April 1997     | Frankreich     | Arkéa-B&B Hotels (2024)                   |
| Yohann Simon            | 16. November 2001 | Frankreich     | Dinan Sport Cycling (2024)                |
| Morne Van Niekerk       | 17. August 1995   | Südafrika      | Martigues Sport Cyclisme (2017)           |
|                         |                   |                |                                           |
| Quelle: ProCyclingStats |                   |                |                                           |

Erfolge
| Siege | Siege  | Siege | Siege  | Siege  | Siege |
| Datum | Rennen | Staat | Klasse | Sieger |       |
| ----- | ------ | ----- | ------ | ------ | ----- |

## Erfolge pro Saison
| Rennserie                 | 2005 | 2006 | 2007 | 2008 | 2009 | 2010 | 2011 | 2012 | 2013 | 2014 | 2015 | 2016 | 2017 | 2018 | 2019 | 2020 | 2021 | 2022 | 2023 | 2024 |
| ------------------------- | ---- | ---- | ---- | ---- | ---- | ---- | ---- | ---- | ---- | ---- | ---- | ---- | ---- | ---- | ---- | ---- | ---- | ---- | ---- | ---- |
| UCI ProSeries             | -    | -    | -    | -    | -    | -    | -    | -    | -    | -    | -    | -    | -    | -    | -    | -    | -    | 2    | -    | -    |
| UCI Continental Circuits  | 5    | 4    | 4    | 6    | 3    | 1    | 7    | 3    | 3    | 3    | 5    | 1    | 5    | 5    | 2    | -    | 4    | 2    | 1    | 3    |
| nationale Meisterschaften | -    | 1    | -    | 1    | 1    | -    | -    | -    | 1    | 1    | 1    | -    | -    | -    | 1    | -    | -    | -    | -    | -    |

## Saison 2010 bis 2016
- HP-BTP Auber 93/Saison 2016
- BigMat-Auber 93/Saison 2015
- BigMat-Auber 93/Saison 2014
- BigMat-Auber 93/Saison 2013
- Auber 93/Saison 2012
- Big Mat-Auber 93/Saison 2011
- Big Mat-Auber 93/Saison 2010

## Platzierungen in UCI-Ranglisten
UCI-Weltrangliste
| World Ranking | World Ranking | World Ranking               | World Ranking |
| Jahr          | Teamwertung   | Einzelwertung               |               |
| ------------- | ------------- | --------------------------- | ------------- |
| 2016          | —             | Romain Feillu (129. )       |               |
| 2017          | —             | Flavien Dassonville (166. ) |               |
| 2018          | —             | Damien Touzé (270. )        |               |
| 2019          | 53.           | Alo Jakin (251. )           |               |
| 2020          | 95.           | Anthony Maldonado (475. )   |               |
| 2021          | 47.           | Jason Tesson (143. )        |               |
| 2022          | 47.           | Jason Tesson (210. )        |               |
| 2023          | 56.           | Romain Cardis (407. )       |               |
| 2024          | 38.           | Alexandre Delettre (155. )  |               |
|               |               |                             |               |
| Quelle: UCI   |               |                             |               |

UCI Europe Tour
| Saison | Mannschaftswertung | Fahrerwertung             |
| ------ | ------------------ | ------------------------- |
| 2005   | 23.                | Tristan Valentin (85.)    |
| 2006   | 27.                | Rene Mandri (112.)        |
| 2007   | 29.                | Niels Brouzes (86.)       |
| 2008   | 19.                | Steve Chainel (22.)       |
| 2009   | 30.                | Maxime Méderel (162.)     |
| 2010   | 40.                | Maxime Méderel (173.)     |
| 2011   | 22.                | Sylvain Georges (40.)     |
| 2012   | 41.                | Steven Tronet (71.)       |
| 2013   | 32.                | Mathieu Drujon (96.)      |
| 2014   | 32.                | Stéphane Rossetto (56.)   |
| 2015   | 24.                | Steven Tronet (55.)       |
| 2016   | 22.                | Romain Feillu (33.)       |
| 2017   | 14.                | Flavien Dassonville (58.) |
| 2018   | 21.                | Damien Touzé (126.)       |